# Magnus Hirschfeld
Magnus Hirschfeld (1868-1935) fou un metge i sexòleg alemany, considerat com un dels grans pioners de la sexologia. Va ser un dels fundadors del primer moviment per l'alliberament de l'homosexualitat.

## Biografia
Era el fill del metge jueu Hermann Hirschfeld establert a Kolberg (avui a Polònia). Del 1888 al 1892 va estudiar lingüística a Breslau i a Estrasburg, Múnic, Heidelberg i Berlín, on va obtenir el doctorat. Va obrir un ambulatori a Magdeburg i el 1897 va obir una consulta a Charlottenburg, Berlín. Allà va crear el Comitè Científic Humanitari amb l'editor Max Spohr, el jurista Eduard Oberg i l'escriptor Franz Joseph von Bülow, del qual en va ser el primer president. Aquest comitè va ser la primera organització moderna que tenia com a ànim la descriminalització d'actes sexuals entre homes i que va proposar per primera vegada la supressió del §175.
Més de 5000 personatges prominents, entre els quals Albert Einstein, Hermann Hesse, Käthe Kollwitz, Thomas Mann, Heinrich Mann, Rainer Maria Rilke, August Bebel, Max Brod, Karl Kautsky, Stefan Zweig, Gerhart Hauptmann, Martin Buber, Richard von Krafft-Ebing i Eduard Bernstein, van signar el manifest, però quan va arribar al parlament alemany, només va rebre l'aprovació d'una minoria de diputats del Reichstag.
Això va fer que Hirschfeld, que sabia que alguns diputats que van votar en contra de la descriminalització de l'homosexualitat tenien una vida homosexual amagada, definís la idea del que a la fi del segle XX es va anomenar outing. La proposició va tornar als anys 1920 al parlament, amb petits progressos, que van ser suprimits amb l'adveniment al poder del Partit Nazi.
Del 1899 al 1923 va editar durant 23 anys el Jahrbuch für sexuelle Zwischenstufen (Anuari sobre els estats sexuals intermediaris). Va organitzar enquestes amb estudiants i treballadors del sector de la metal·lúrgia sobre la seva orientació sexual. En va sortir que n'hi havia 2,3% d'homosexuals i 3,4% de bisexuals. Aquesta enquesta va conduir a un plet i el 7 de maig del 1904 va ser condemnat per ultratge.
El 1908 va crear la revista Zeitschrift für Sexualwissenschaft, (Revista de Ciències sexuals), sense èxit, i l'any mateix va anul·lar-ne la publicació. Del 1907 al 1909 va ser pèrit a plets sobre delictes sexuals. El 1919 va col·laborar a la pel·lícula Diferent de la resta, (Anders als die Andern) el primer film mut amb temàtica gai, creat amb l'ànim de fomentar una actitud positiva vers la sexualitat i l'abolició del paràgraf 175. L'escàndol que va generar l'estrena va ser una de les raons per la qual el 1920 es va reintroduir la censura a Alemanya.
En un llibre sobre les seves recerques sobre les disfresses eròtiques, el 1910 va proposar el neologisme transvestit per a designar les persones que prefereixen vestir-se amb la indumentària considerada pròpia del sexe oposat.

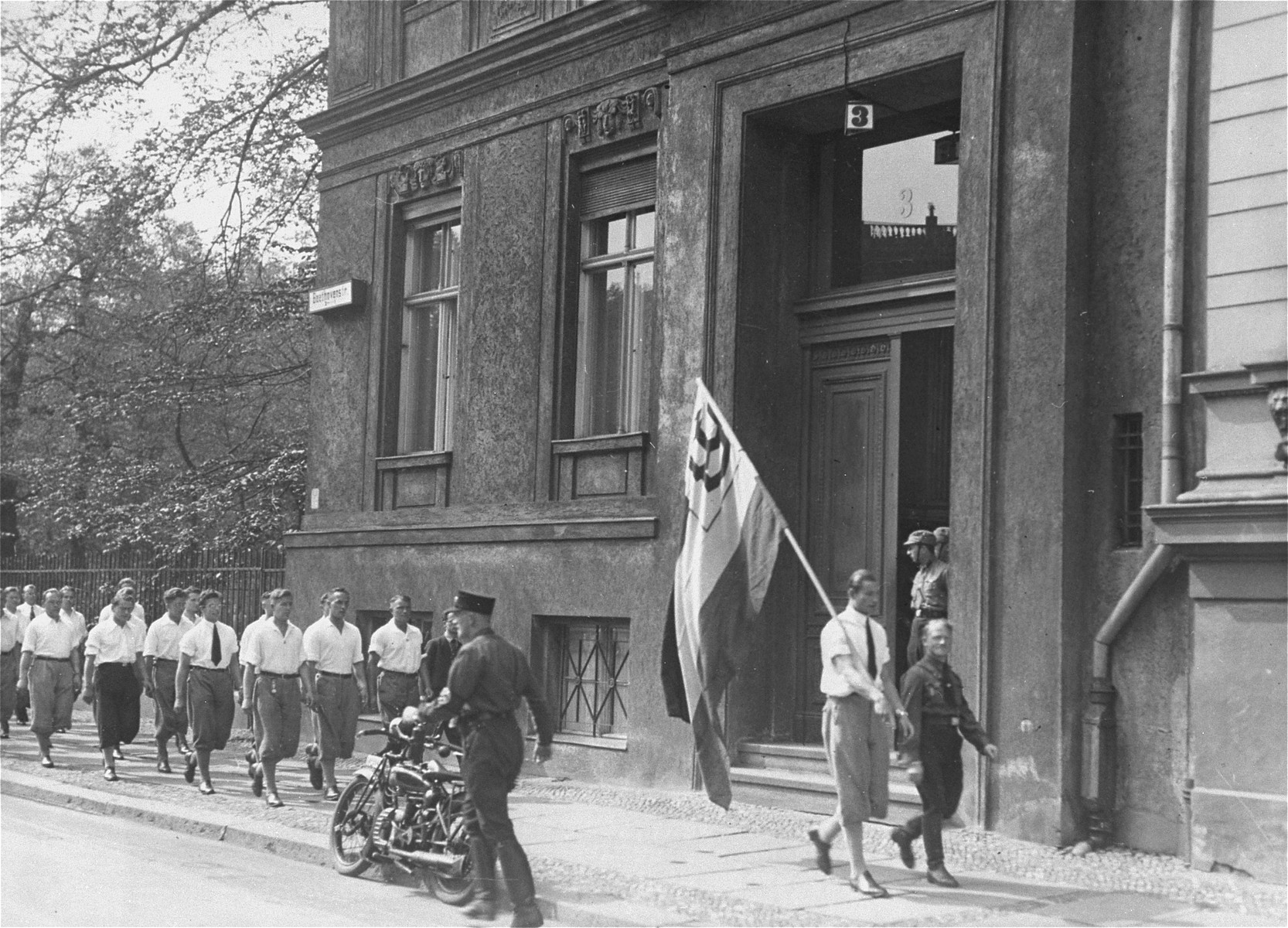
Manifestació d'estudiants nazis el 6 de maig de 1933 davant l'Institut de Ciència Sexual a Berlín, uns dies abans del saqueig i la crema de llibres

El 1932 era a l'Amèrica del Nord i Àsia per a un cicle de conferències quan la situació política alemanya va empitjorar-se per als jueus i els membres d'altres minories, incloses les minories sexuals. Aconsellat per amics, va decidir no tornar a Berlín fins que la situació s'hagués calmat. Després d'un temps a Zuric i París va instal·lar-se a Niça el 1934, on va viure amb els seus dos amants, Karl Giese i Tao Li. Essent a París va saber que els Nazis van tancar el seu Institut de Ciència Sexual a Berlín a l'inici del 1933, i que el 6 de maig una banda de joves estudiants nazis van assaltar l'edifici, saquejar-lo i cremar públicament tota la rica biblioteca al marc d'una «Acció Contra l'Esperit No-Alemany» (Aktion wider dem undeutschem Geist) amb un cerimonial de purificació pel foc molt semblant als actes de fe de la Inquisició.
Va morir a Niça el 1935, al dia del seu aniversari. Va llegar totes les seves possessions a Karl Giese i Tao Li amb la sol·licitud explícita de no utilitzar-les per a profit personal, sinó per a l'avanç de la sexologia.

## Llegat

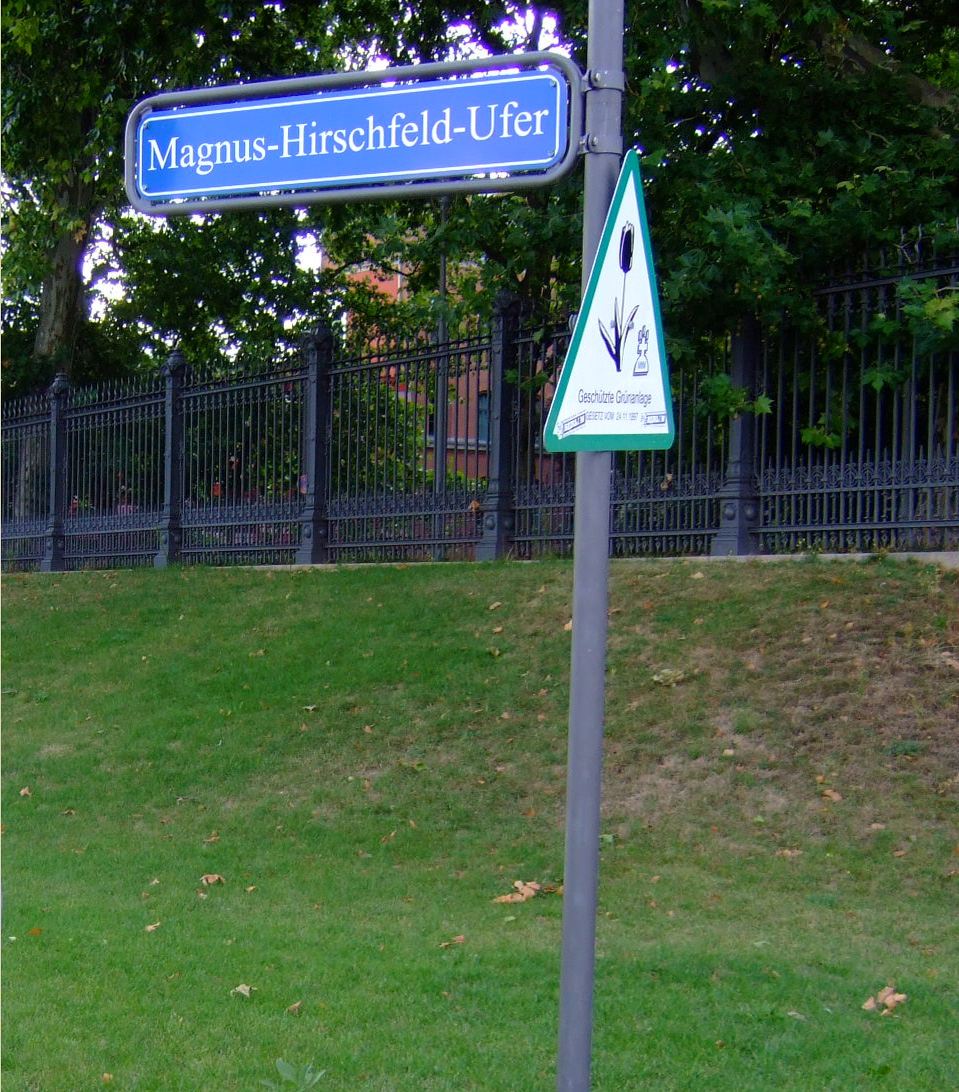

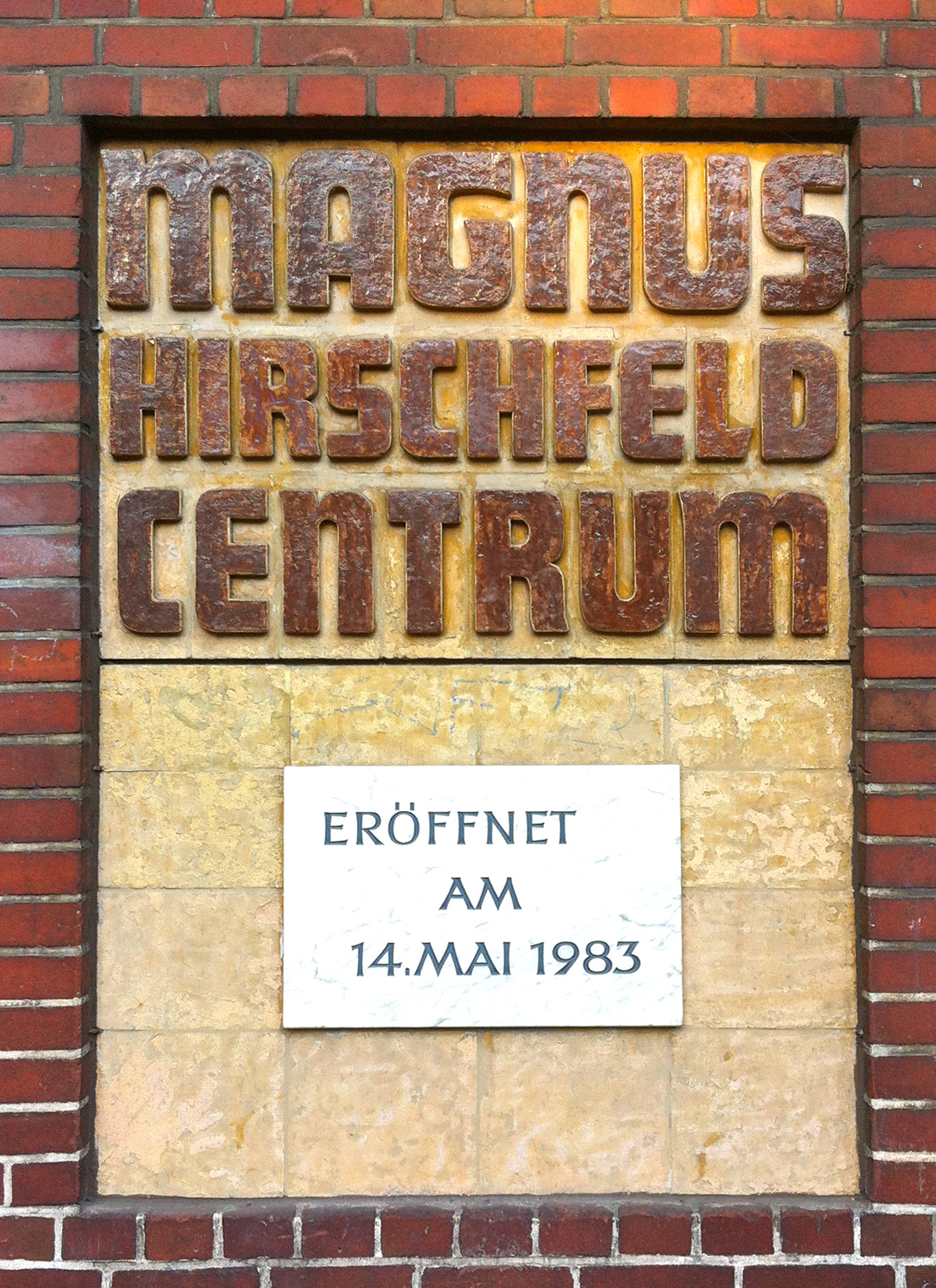
Taula al Centre Magnus Hirschfeld a Winterhude (Hamburg)

El 1982 un grup de cercadors i activistes alemanys van crear la Societat Magnus Hirschfeld (Magnus-Hirschfeld-Gesellschaft e.V.) en preparació d'una commemoració al cinquantenari de la destrucció de l'Institut de Ciència Sexual pels nazis. Dins de la societat va crear-ce un centre de recerca sobre la història de la sexologia. Organitza una primera gran exposició el 1985. De mica en mica van reeixir a aplegar una llarga col·lecció d'objectes i documents sobre la vida i l'obra de Hirschfeld dispersos i que es consideraven perduts per a sempre. Durant una exposició al Museu Gai de Berlín (2011-2012) per a la primera vegada una part de la col·lecció va ser accessible al públic.
El 14 de maig del 1983, el 115è anniversari de Hirschfeld, va estrenar-se a Hamburg el magnus hirschfeld centrum (mhc) un centre de cultura, de trobades i de consell per a la comunitat LGBT. Van triar aquest nom per a honorificar aquest capdavanter la Revolució sexual.
El 6 de maig del 2008, la ciutat de Berlín va rebatejar una de les ribes de l'Spree Magnus Hirschfeld-Ufer, prop de la cancelleria, la seu del primer ministre d'Alemanya, i de la seu del seu institut. A la taula commemorativa es diu: «en honor de Magnus Hirschfeld, metge i sexòleg jueu, fundador del primer moviment al món d'emancipació dels homosexuals.»
El 2011, el govern federal alemany va crear la Fundació Federal Magnus Hirschfeld (Bundesstiftung Magnus Hirschfeld) que té tres càrregues majors per a millorar la situació de les minories sexuals a la societat: memòria, recerca i educació.